# Educação inclusiva

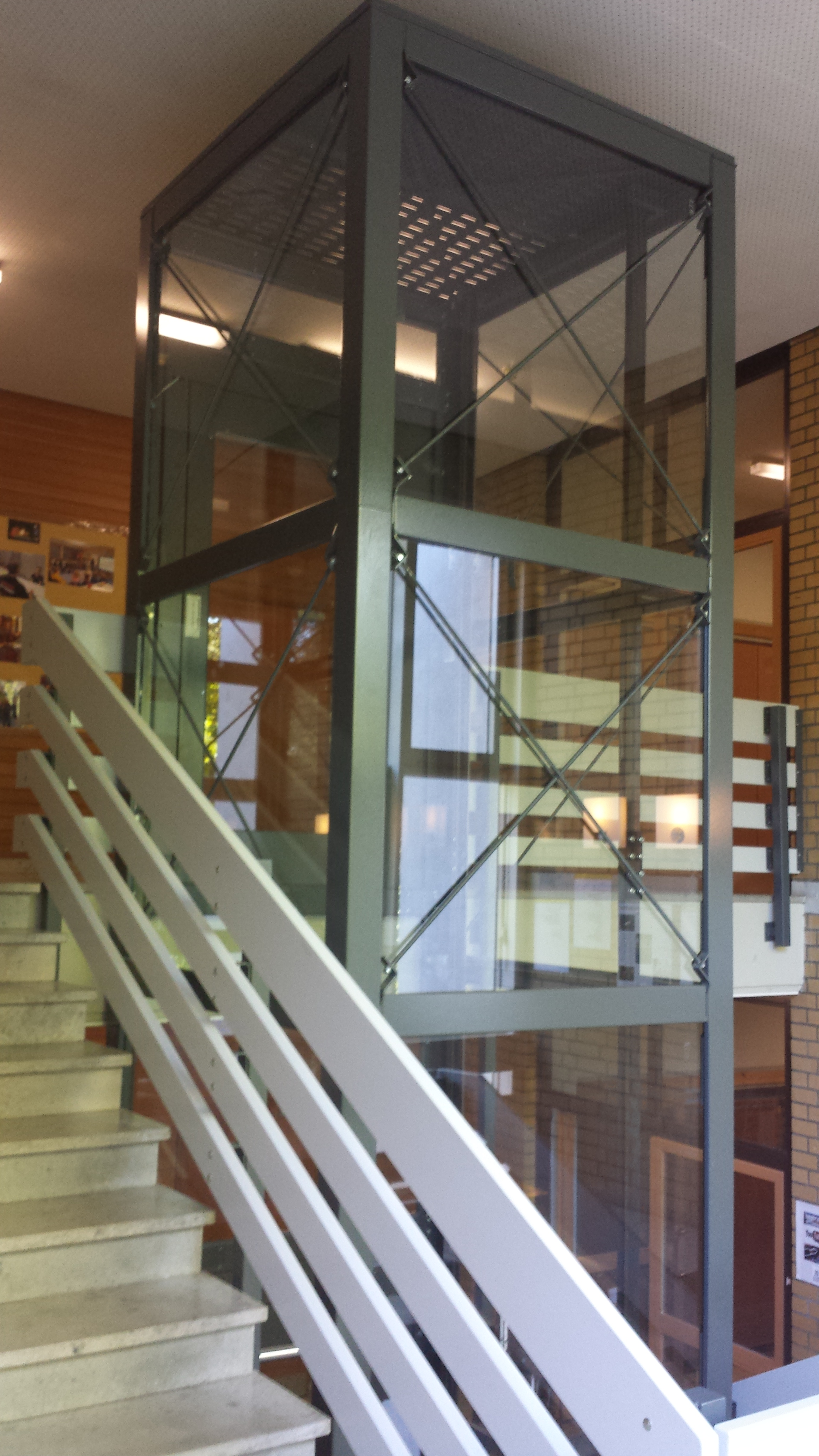
Elevador acessível dentro de uma instituição de ensino alemã.

Educação inclusiva aponta para a transformação de uma sociedade inclusiva e é um processo em que se amplia a participação de todos os estudantes nos estabelecimentos de ensino regular.
O movimento mundial pela educação inclusiva é uma ação política, cultural, social e pedagógica, desencadeada em defesa do direito de todos os estudantes de estarem juntos, aprendendo e participando, sem nenhum tipo de discriminação.
Com a LBD (Lei e diretrizes de base da educação) Lei Federal nº 9.394/1996, as políticas educacionais atuais têm como princípio a inclusão de crianças no ensino regular. O processo de inclusão gera uma exigência da transformação da escola, pois acarreta na inserção no ensino regular de alunos que fazem parte do grupo de educandos atendidos pela educação especial na perspectiva de educação inclusiva, cabendo às escolas se adaptarem às necessidades deles, desta forma inclusão acaba por exigir uma ruptura com o modelo tradicional de ensino. É uma abordagem humanística, democrática, que percebe o sujeito e suas singularidades, tendo como objetivos o crescimento, a satisfação pessoal e a inserção social de todos.
A Educação inclusiva favorece a diversidade à medida que considera que todos os alunos podem ter necessidades especiais em algum momento de sua vida escolar. Há, entretanto, necessidades que interferem de maneira significativa no processo de aprendizagem e que exigem uma atitude educativa específica da escola como, por exemplo, a utilização de recursos e apoio especializados para garantir a aprendizagem de todos os alunos. Com a inclusão, as diferenças não são vistas como problema, mas como diversidade. É essa variedade, a partir da realidade social, que pode ampliar a visão de mundo e desenvolver oportunidades de convivência à todas as crianças. A educação inclusiva deve ser um espaço para todos, e assim favorecendo a diversidade à todos, na medida que compreendemos que cada um tem sua especificidade em algum momento de sua aprendizagem. Portanto, para um ensino com equidade e qualidade, entende-se que as especificidades dos estudantes devem ser levadas em conta, de acordo com suas necessidades.
A inclusão perpassa pelas várias dimensões humanas, sociais e políticas, e vem gradualmente se expandindo na sociedade contemporânea, de forma a auxiliar no desenvolvimento das pessoas em geral de maneira e contribuir para a reestruturação de práticas e ações cada vez mais inclusivas e sem preconceitos.

## Introdução
A Educação Inclusiva se configura na diversidade inerente à espécie humana, buscando perceber e atender as necessidades educativas especiais de todos os sujeitos-alunos, em salas de aulas comuns, em um sistema regular de ensino, de forma a promover a aprendizagem e o desenvolvimento pessoal de todos. Prática pedagógica coletiva, multifacetada, dinâmica e flexível requer mudanças significativas na estrutura e no funcionamento das escolas, na formação humana dos professores e nas relações família-escola.
O ensino inclusivo não deve ser confundido com educação especial embora o contemple. No Brasil, a Política Nacional de Educação Especial, na Perspectiva da Educação Inclusiva, assegura acesso ao ensino regular a alunos com deficiência diversificada como: mental, física, surdos, cegos, etc. com transtornos globais do desenvolvimento e a alunos com altas habilidades/superdotação, desde a educação infantil até à educação superior. Nesse país, o ensino especial foi, na sua origem, um sistema separado de educação das crianças com deficiência, fora do ensino regular, baseado na crença de que as necessidades das crianças com deficiência não podem ser supridas nas escolas regulares. Na perspectiva da Educação Inclusiva, outras racionalidades estão surgindo sobre a aprendizagem. Fazendo uso da concepção Vygostskyana principalmente, entende que a participação inclusiva dos alunos facilita o aprendizado para todos. Este entendimento está baseado no conceito da Zona de Desenvolvimento Proximal, ou seja, zona de conhecimento a ser conquistada, por meio da mediação do outro, seja este o professor ou os próprios colegas.

## Definição
De acordo com o Seminário Internacional do Consórcio da Deficiência e do Desenvolvimento (International Disability and Development Consortium - IDDC) sobre a educação inclusiva, realizado em março de 1998 em Agra, na  Índia, um sistema educacional só pode ser considerado inclusivo quando abrange a definição ampla deste conceito, nos seguintes termos:
- Reconhece que todas as crianças podem aprender;
- Reconhece e respeita diferenças nas crianças: idade, sexo, etnia, língua, deficiência/inabilidade, classe social, estado de saúde (i.e. HIV, TB, hemofilia, Hidrocefalia ou qualquer outra condição);
- Permite que as estruturas, sistemas e metodologias de ensino atendam as necessidades de todas as crianças;
- Faz parte de uma estratégia mais abrangente de promover uma sociedade inclusiva;
- É um processo dinâmico que está em evolução constante;
- Não deve ser restrito ou limitado por salas de aula numerosas nem por falta de recursos materiais.

## Perspectivas históricas da educação especial: a caminho da inclusão
Estas perspectivas históricas levam em conta a evolução do pensamento acerca das necessidades educativas especiais ao longo dos últimos cinquenta anos, no entanto, elas não se desenvolvem simultaneamente em todos os países, e consequentemente retrata uma visão histórica global que não corresponde ao mesmo estágio evolutivo de cada sociedade. Estas perspectivas são descritas por Peter Clough.
1. O legado psico-médico: (predominou na década de 1950) vê o indivíduo como tendo de algum modo um deficit e por sua vez defende a necessidade de uma educação especial para aqueles indivíduos.
2. A resposta sociológica: (predominou na década de 1960)  representa a crítica ao legado psico-médico, e defende uma construção social de necessidades educativas especiais.
3. Abordagens Curriculares: (predominou na década de 1970)  enfatiza o papel do currículo na solução - e, para alguns escritores, eficazmente criando - dificuldades de aprendizagem.
4. Estratégias de melhoria da escola: (predominou na década de 1980)  enfatiza a importância da organização sistêmica detalhada na busca de educar verdadeiramente.
5. Crítica aos estudos da deficiência: (predominou na década de 1990)  frequentemente elaborada por agentes externos à educação, elabora uma resposta política aos efeitos do modelo exclusionista do legado psico-médico.

O atendimento às pessoas com deficiência no Brasil iniciou-se durante o Império por meio da criação de duas instituições especializadas: O Imperial Instituto dos Meninos Cegos, em 1854 (hoje, Instituto Benjamin Constant – IBC); e O Instituto dos Surdos Mudos, em 1857, (hoje, Instituto Nacional da Educação dos Surdos – INES), ambos na cidade do Rio de Janeiro.
O direito à educação surge prescrito em 1948, na Declaração Universal dos Direitos Humanos, no art. 26, que diz:
I) Todo o homem tem direito à instrução. A instrução será gratuita, pelo menos nos graus elementares e fundamentais. A instrução elementar será obrigatória. A instrução técnica e profissional será acessível a todos, bem como a instrução superior, esta baseada no mérito.
II) A instrução será orientada no sentido do pleno desenvolvimento da personalidade humana e do fortalecimento do respeito pelos direitos do homem e pelas liberdades fundamentais. A instrução promoverá a compreensão, a tolerância e amizade entre todas as nações e grupos raciais ou religiosos, e coadjuvará as atividades das Nações Unidas em prol da manutenção da paz. (UNESCO, 1948, p.5).
Nessa linha de tempo, nos anos 1970 foi promulgada a Lei n° 5.692/71 que alterou a LDB n° 4.024/61 e reafirmou a necessidade de um tratamento adequado aos alunos com necessidades especiais. Porém não há informações sobre quais seriam esses tratamentos adequados, pois a Lei somente afirma que:
Art 9º - Os alunos que apresentem deficiências físicas ou mentais, os que se encontrem em atraso considerável quanto à idade regular de matricula e os superdotados deverão receber tratamento especial, de acordo com as normas fixadas pelos competentes Conselhos de Educação.
Já em 1994, a UNESCO (Organização das Nações Unidas para Educação, Ciência e Cultura) promoveu a Conferência Mundial sobre Necessidades Educativas Especiais, em Salamanca, na Espanha, onde participaram noventa e dois países, entre eles o Brasil, e, elaboraram a “Declaração de Salamanca” que passou a influenciar a formulação das políticas públicas da educação para todos e em específico também para a educação especial.
Esse documento enfatizou a questão da inclusão e o reconhecimento das necessidades dos “sujeitos especiais” em serem aceitos, em escolas que atendam aos princípios de eficácia e de eficiência. No ponto 2, a Declaração de Salamanca demarca:
2. Acreditamos e Proclamamos que:
• toda criança tem direito fundamental à educação, e deve ser dada a oportunidade de atingir e manter o nível adequado de aprendizagem;
• toda criança possui características, interesses, habilidades e necessidades de aprendizagem que são únicas;
• sistemas educacionais deveriam ser designados e programas educacionais deveriam ser implementados no sentido de se levar em conta a vasta diversidade de tais características e necessidades;
• aqueles com necessidades educacionais especiais devem ter acesso à escola regular, que deveria acomodá-los dentro de uma Pedagogia centrada na criança, capaz de satisfazer a tais necessidades;
• escolas regulares que possuam tal orientação inclusiva constituem os meios mais eficazes de combater atitudes discriminatórias criando-se comunidades acolhedoras, construindo uma sociedade inclusiva e alcançando educação para todos; além disso, tais escolas provêem uma educação efetiva à maioria das crianças e aprimoram a eficiência e, em última instância, o custo da eficácia de todo o sistema educacional. (UNESCO, 1994, p. 1).
A partir disso, começava-se a vivenciar um momento de transição, considerando aqueles que teriam dificuldades na escolarização, ou que eram vistos como pessoas que não seriam escolarizáveis, sob uma concepção que surgia pautada no princípio do direito à educação de todos, que parte do pressuposto de que todos os alunos são educáveis e escolarizáveis.
No Brasil, a partir da década de 1990, aconteceram grandes modificações no campo educacional no que diz respeito às inovações das Políticas Públicas Educacionais, havendo significativas mudanças de paradigmas e aplicabilidades de ensino. A Lei de Diretrizes e Bases da Educação Nacional, a LDB n° 9.394/96 foi o grande ícone dessa década que marcou a expansão do ensino no Brasil em todas as áreas, em um momento de novas ideias.
A LDB n° 9.394/96, apresenta um artigo específico sobre a educação Especial. Nesse artigo, há o reconhecimento do direito à diferença, ao pluralismo e à tolerância. E foi a partir daí, que a Educação Especial passou a ser objeto de muitas discussões, especialmente, no que se refere ao seu artigo 58, no qual diz:
Art. 58 . Entende-se por educação especial, para os efeitos desta Lei, a modalidade de educação escolar, oferecida preferencialmente na rede regular de ensino, para educandos portadores de necessidades especiais.
A perspectiva da educação especial proposta pela LDB em 1996 é voltada para a inclusão, o que é reafirmado no capítulo 58 em seus incisos que dizem:
§ 1º. Haverá, quando necessário, serviços de apoio especializado, na escola regular, para atender às peculiaridades da clientela de educação especial.
§ 2º. O atendimento educacional será feito em classes, escolas ou serviços especializados, sempre que, em função das condições específicas dos alunos, não for possível a sua integração nas classes comuns de ensino regular.
§ 3º. A oferta de educação especial, dever constitucional do Estado, tem início na faixa etária de zero a seis anos, durante a educação infantil. (BRASIL, 1996, p. 46)

## A inclusão escolar e os desafios da aprendizagem
Segundo Mrech (2005), o processo educativo de uma escola inclusiva deve ser entendido como um processo social, em que todas as crianças portadoras de necessidades especiais e de distúrbios de aprendizagem têm o direito à escolarização o mais próximo do normal.
Para Zimmermann e Strieder (2010), a educação inclusiva deseja compreender e aceitar o outro na sua singularidade. Implica mudança de perspectiva educacional e abre horizontes para o desenvolvimento de sociedades inclusivas. Dessa forma, pode–se dizer que a educação inclusiva é aceita quando abandona-se a ideia de que as crianças devem se tornar normais para contribuir para o mundo. Isso requer a superação da tradicional concepção antropológica de seres humanos ideais.
Os autores mencionados acima apontam que a escola inclusiva não faz distinção entre os seres humanos, no entanto, a comodidade nos faz viver num mundo de padronizações, pois ela foi e continua sendo um espaço que promove a construção de conhecimentos com pouco significado, formalizado, pronto, sem relação e sentido com a vida dos seres humanos que lá estão, sejam alunos ou docentes.
Todo movimento no cotidiano escolar e fora dele é diferente, cada ser tem seu ritmo corporal e cognitivo, sendo um movimento de desordem, desestabilidades e desvio.
Segundo Morin (1989), (apud Zimmermann e Strieder , 2010) é preciso “proteger o desvio” apesar das forças institucionais para reproduzir as “padronizações”. Importa tolerar e favorecer os desvios para criar espaços de discussão.
Ao se discutir a inclusão no currículo escolar, é comum que essa conversa frequentemente gire em torno da eliminação ou empobrecimento de conteúdos básicos como proposta de currículos alternativos ou paralelos de ensino. Entretanto, não é disso que trata a inclusão. Ao contrário, a proposta curricular inclusiva deve ser pensada e promover práticas pedagógicas que contemplem as necessidades dos alunos que a escola tem, pensando a partir das diferenças. Rodrigues (2003, p. 92) diz que:
Na inclusão, a diferenciação curricular que se procura é aquela na qual não se separam os alunos com base em determinadas categorias, mas em que se educam os alunos em conjunto, procurando aproveitar o potencial educativo das suas diferenças, em suma, uma diferenciação na classe assumida como grupo heterogêneo. (RODRIGUES, 2003, p. 92)
Na inclusão, renunciar ao controle é essencial, pois, maioria das vezes, as coisas não saem como planejado, mas o importante é seguir trabalhando, pois não há "dias perdidos", a criança sempre leva algo do que foi feito.

## Diferença entre o ensino integrado e o ensino inclusivo
As expressões integrado e inclusivo são comumente utilizadas como se tivessem o mesmo significado. No entanto, em termos educacionais representam grandes diferenças a nível da filosofia a qual cada termo serve. O ensino integrado refere-se às crianças com deficiência aprenderem de forma eficaz quando frequentam as escolas regulares, tendo como instrumento a qualidade do ensino. No ensino integrado, a criança é vista como sendo portadora do problema e necessitando ser adaptada aos demais estudantes. Por exemplo, se uma criança com dificuldades auditivas é integrada numa escola regular, ela pode usar um aparelho auditivo e geralmente espera-se que aprenda a falar de forma a poder pertencer ao grupo. Em contrapartida, não se espera que os professores e as outras crianças aprendam a língua de sinais. Em outras palavras, a integração pressupõe que a criança com deficiência se reabilite e possa ser integrada, ou não obterá sucesso. O ensino inclusivo toma por base a visão sociológica de deficiência e diferença, reconhece assim que
todas as crianças são diferentes, e que as escolas e sistemas de educação precisam ser transformados para atender às necessidades individuais de todos os educandos. A inclusão não significa tornar todos iguais, mas respeitar as diferenças. Isto exige a utilização de diferentes métodos para se responder às diferentes necessidades, capacidades e níveis de desenvolvimento individuais.
O ensino integrado é algumas vezes visto como um passo em direção à inclusão, no entanto sua maior limitação é que se o sistema escolar se mantiver inalterado, apenas algumas crianças serão integradas.

## Limítrofe
Limítrofe é o meio termo entre ter a deficiência intelectual e não ter a deficiência. O aluno que fica nessa situação é considerado como criança limítrofe e entra no grupo de alunos de "Educação Inclusiva".
O diagnóstico médico, explica sobre a situação dizendo que a criança tem um retardo intelectual, porém não chega a ter a deficiência em si, a criança cresce tendo dificuldades na aprendizagem durante toda sua vida.
Geralmente a APAE colabora ajudando essas crianças, e são encaminhadas também para psicólogos, psicopedagogos, ou dependendo até mesmo para psiquiatras.
As crianças com esse distúrbio, pode ter várias características, umas são dispersas durante as explicações, outras são agressivas, algumas criam seus próprios mundos, e se distraem com qualquer coisa, dentre outras características.

## Programa Educação Inclusiva: Direito à Diversidade (Brasil)
Programa iniciado em 2003, pelo Ministério da Educação - Secretaria de Educação Especial  que conta atualmente com a adesão de 144 municípios-pólo que atuam como multiplicadores da formação para mais 4.646 municípios da área de abrangência.
O objetivo geral do programa é garantir o acesso de todas as crianças e adolescentes com necessidades educacionais especiais ao sistema educacional público, bem como disseminar a política de construção de sistemas educacionais inclusivos e apoiar o processo de implementação nos municípios brasileiros.

### Objetivos específicos
- Subsidiar filosófica e tecnicamente o processo de transformação do sistema educacional brasileiro em um sistema inclusivo;
- Sensibilizar e envolver a sociedade em geral e a comunidade escolar em particular;
- Preparar gestores e educadores dos Municípios-pólo para dar continuidade à política de Educação Inclusiva;
- Preparar gestores e educadores para atuarem como multiplicadores nos Municípios de sua área de abrangência;
- Desenvolver projetos de formação de gestores e educadores para dar continuidade ao processo de implementação de sistemas educacionais inclusivos;

### Ações do programa
Em 2001 o Ministério de Educação lançou as Diretrizes Nacionais para a Educação Especial na educação básica, juntamente com a Secretaria de Educação Especial, esta por sua vez estabelece a organização dos sistemas de ensino para o atendimento aos alunos que apresentam necessidades educacionais especiais, como se constrói a inclusão na área educacional em seus diversos âmbitos, como deve dar-se a organização do atendimento na rede regular de ensino e as etapas do processo de escolarização de alunos com deficiência, transtorno do espectro autista e altas habilidades ou superdotação em qualquer espaço escolar. Nestas diretrizes fica especificado como o currículo e a avaliação devem ser considerados na educação inclusiva.
O Programa Educação Inclusiva: direito à diversidade disponibiliza equipamentos, mobiliários e material pedagógico para que sejam implantadas salas de recursos para viabilização do atendimento nos municípios-pólo, apoiando o processo de inclusão educacional na rede pública de ensino. A meta prevista é de até o final de 2006 realizar a formação de gestores e educadores para a educação inclusiva em 83,5% dos municípios brasileiros, alcançando de cerca de 80.000 educadores.
como parte da mesma ação inclusiva, a Secretaria de Educação Especial vem desenvolvendo desde 2004 o Projeto Educar na Diversidade, que visa a formação de professores inclusivistas nos 144 municípios-pólo. Até o final de 2006 o projeto deve atingir aproximadamente 30 mil educadores que atuam em todos os estados brasileiros e no Distrito Federal.

### Atendimento Educacional Especializado
O AEE (Atendimento Educacional Especializado) é uma modalidade de ensino, constituída pela educação especial, que permite a acessibilidade de serviços e recursos pedagógicos aos discentes com necessidades educacionais especiais. Portanto de acordo com Lei de Diretrizes e Bases da Educação Nacional, Lei nº 9.394/96, no Art.4º, inciso III, os estados deverão ofertar de forma gratuita, a garantia ao AEE aos educandos da rede regular de ensino. A prestação desse atendimento é de caráter obrigatório aos estados, porém, facultativo às famílias.
No Brasil o aluno com deficiência pode está matriculado em uma escola regular, mas necessitar frequentar também uma escola especial para dispor do atendimento educacional especializado. Esse atendimento pode ocorrer na escola especial mas não substitui a escola comum, pois a educação especial não substitui mais o ensino comum para pessoas com deficiência, transtornos globais do desenvolvimento e altas habilidades/superdotação. Considerando que a acessibilidade para esses discentes devem ocorrer em os todos os ambientes educacionais A escola especial passa a complementar e apoiar o ensino regular na formação de alunos com necessidades especiais, como parte integrante do sistema educacional brasileiro, em todos os níveis de educação e ensino.
Além disso, a oferta ao atendimento educacional especializado deve constar no Projeto Politico Pedagógico das instituições de ensino regular, sendo elas públicas ou privadas.  Sendo que ele exige com as escolas devem se estruturarem para fornecerem: salas de recursos multifuncionais; planejamentos para desenvolvimento do AEE; professor para o exercício da docência do AEE; profissionais com formação de Libras (Língua Brasileira de Sinais); profissionais de apoio; associação entre os professores da AEE e do ensino comum; além da estruturação dos ambientes escolares que possibilitem o acesso aos discentes com necessidades educacionais especiais.

### Sala de recursos
Sala de recursos são espaços (salas) destinados ao atendimento aos alunos com necessidades educacionais especiais que estão inseridos na educação regular por meio da política de Educação Inclusiva. Trata-se de salas com materiais diferenciados, além de contar com profissionais preparados especificamente para o atendimento às diversas necessidades educativas especiais dos educandos.
No texto das Diretrizes Nacionais para a Educação Especial na Educação Básica (BRASIL, 2001) encontra-se o conceito desse serviço de apoio à inclusão, pelo qual deve ser desenvolvido o atendimento educacional especializado (AEE) na escola, envolvendo-se professores com diferentes funções:
Salas de Recursos: serviço de natureza pedagógica, conduzido por professor especializado, que suplementa (no caso dos superdotados) e complementa (para os demais alunos) o atendimento educacional realizado em classes comuns [...]. Esse serviço realiza-se em escolas, em local dotado de equipamentos e recursos pedagógicos adequados às necessidades educacionais especiais dos alunos, podendo estender-se a alunos de escolas próximas, nas quais ainda não exista esse atendimento. Pode ser realizado individualmente ou em pequenos grupos, para alunos que apresentem necessidades educacionais especiais semelhantes, em horário diferente daquele em que freqüentam a classe comum. [...]. (BRASIL, 2001, p.50).

### Evolução do programa
A evolução da educação inclusiva no Brasil pode ser comprovada através dos dados do Censo Escolar/INEP o qual registra o crescimento da matrícula de alunos com necessidades educativas especiais na rede regular de ensino tendo aumentado de 337.326 alunos, no ano de 1998, para 640.317 em 2005. Essa evolução se reflete também no aumento de escolas da rede pública que registram matrículas de alunos com necessidades educativas especiais tendo aumentado de 4.498, em 1998, para 36.897 em 2005.
Documento MEC/INEP

## Declaração Internacional de Montreal sobre inclusão
A comunidade internacional, sob a liderança das Nações Unidas, reconhece a
necessidade de garantias adicionais de acesso para excluídos, e neste sentido declarações
intergovernamentais levantam a voz para formar parcerias entre governos,
trabalhadores e sociedade civil com o objetivo de desenvolverem políticas e práticas inclusivas. No
Congresso Internacional "Sociedade Inclusiva" convocado pelo Conselho Canadense de
Reabilitação e Trabalho, foi feito um apelo aos governos, empregadores e trabalhadores bem como à
sociedade civil para que se comprometessem com o desenvolvimento e a implementação de contextos inclusivos em todos os ambientes, produtos e serviços.

## Convenção da Organização dos Estados Americanos
Aprovada pelo Conselho Permanente na sessão realizada em 26 de maio de 1999, na Guatemala,  a Convenção Interamericana para a Eliminação de Todas as Formas de Discriminação contra as Pessoas Portadoras de Deficiência define em seu Artigo I que:
1. O termo "deficiência" significa uma restrição física, mental ou sensorial, de natureza permanente ou transitória, que limita a capacidade de exercer uma ou mais atividades essenciais da vida diária, causada ou agravada pelo ambiente econômico e social;
2. O termo "discriminação contra as pessoas portadoras de deficiência" significa toda diferenciação, exclusão ou restrição baseada em deficiência, antecedente de deficiência, conseqüência de deficiência anterior ou percepção de deficiência presente ou passada, que tenha o efeito ou propósito de impedir ou anular o reconhecimento, gozo ou exercício por parte das pessoas portadoras de deficiência de seus direitos humanos e suas liberdades fundamentais. Não constitui discriminação a diferenciação ou preferência adotada pelo Estado Parte para promover a integração social ou o desenvolvimento pessoal dos portadores de deficiência, desde que a diferenciação ou preferência não limite em si mesma o direito à igualdade dessas pessoas e que elas não sejam obrigadas a aceitar tal diferenciação ou preferência. Nos casos em que a legislação interna preveja a declaração de interdição, quando for necessária e apropriada para o seu bem-estar, esta não constituirá discriminação.

Em seu Artigo II afirma que a Convenção tem por objetivo prevenir e eliminar todas as formas de discriminação contra as pessoas portadoras de deficiência e propiciar a sua plena integração à
sociedade. Enquanto os Artigos III e IV enumeram as ações que os Estados Partes se comprometem a  tomar para alcançar o objetivo acordado. O conjunto de Artigos desta convenção apresentam medidas práticas, baseadas no princípio de eliminar toda e qualquer forma de discriminação baseada em deficiência.
O Congresso Nacional brasileiro aprovou o texto da Convenção Interamericana por meio do Decreto legislativo nº 198, de 13 de junho de 2001. A Convenção entrou em vigor, para o Brasil, em 14 de setembro de 2001, nos termos do parágrafo 3, de seu artigo VIII.

## Barreiras ao ensino inclusivo[26]
- Atitudes negativas em relação à deficiência
- Invisibilidade na comunidade das crianças com deficiência que não frequentam a escola
- Custo
- Acesso físico
- Dimensão das turmas
- Pobreza
- Discriminação por gênero
- Dependência (alto nível de dependência de algumas crianças com deficiência dos que as cuidam)
- Políticas Públicas

## Legislação que regulamenta a educação especial no Brasil
- Constituição Federal de 1988 - Educação Especial
- Lei nº 9394/96 – Lei de Diretrizes e Bases da Educação Nacional - LDBN
- Lei nº 9394/96 – LDBN - Educação Especial
- Lei nº 8069/90 - Estatuto da Criança e do Adolescente - Educação Especial
- Lei nº 8069/90 - Estatuto da Criança e do Adolescente
- Lei nº 8859/94 - Estágio
- Lei nº 10.098/94 - Acessibilidade
- Lei nº 10.436/02 - Libras
- Lei nº 7.853/89 - CORDE - Apoio às pessoas portadoras de deficiência
- Lei n.º 8.899, de 29 de junho de 1994 - Passe Livre
- Lei nº 9424 de 24 de dezembro de 1996 - FUNDEF
- Lei nº 10.845, de 5 de março de 2004 - Programa de Complementação ao Atendimento Educacional Especializado às Pessoas Portadoras de Deficiência
- Lei nº 10.216 de 4 de junho de 2001 - Direitos e proteção às pessoas acometidas de transtorno mental
- Plano Nacional de Educação - Educação Especial
- Lei nº 12.764, de 27 de dezembro de 2012 - Institui a Política Nacional de Proteção dos Direitos da Pessoa com Transtorno do Espectro Autista; e altera o § 3o do art. 98 da Lei no 8.112.
- Lei n° 13.146 de 06 de Julho de 2015 - Institui a lei Brasileira Inclusão da Pessoa com Deficiência (Estatuto da Pessoa com Deficiência)